# Borditartessus latus
Borditartessus latus är en insektsart som beskrevs av Evans 1941. Borditartessus latus ingår i släktet Borditartessus och familjen dvärgstritar. Inga underarter finns listade i Catalogue of Life.